# José Luis Gutiérrez Solana
José Luis Gutiérrez Solana (Madrid, 28 febbraio 1885 – Madrid, 24 giugno 1945) è stato un pittore e scrittore spagnolo.
Artista precoce, non seguì alcuna scuola ufficiale. Mostrò tuttavia preferenze per il Greco, Zurbarán, Velázquez, Ribera, Goya e Pieter Brueghel il Vecchio.
In particolare si rifece al Goya delle pitture nere per la tecnica pittorica e al Brueghel per la composizione e i temi.
Nel 1907 si impose, per la prima volta, all'attenzione del pubblico al Circolo delle Belle Arti di Madrid. Negli ultimi anni della sua vita ottenne sia in patria che all'estero importanti riconoscimenti.
Scrisse su Madrid e sulla Spagna in uno stile crudo e amaro, che è la traduzione in termini letterari dell'opera figurativa, rispecchiante la sua esistenza vissuta nei bassifondi madrileni, nei porti cantabrici e negli squallidi villaggi castigliani, dove spesso si recava.
Nella sua pittura animata da una cupa vitalità appaiono con frequenza orrende danze macabre, oppure visioni dolorose costruite con un disegno sicuro e robusto con impasti densi di riflessi verdastri e scuri nei quali predominano le terre.
Tra le sue opere: La danza della morte (collezione J.Valera, Madrid), La processione della morte (collezione J.Valera, Madrid).